# چرمی‌خیارسانان
چرمی‌خیارسانان (انگلیسی: Holothuriida) نام یکی از راسته‌های خیارهای دریایی است. جانداران این راسته تا سال ۲۰۱۷ در راسته دیگری به نام Aspidochirotida قرار داده می‌شدند.